# 岐阜県立岐陽高等学校
岐阜県立岐陽高等学校（ぎふけんりつぎようこうとうがっこう）は、かつて岐阜県岐阜市にあった公立の高等学校。

## 概要
- 2004年に岐阜県立本巣高等学校と統合し、岐阜県立本巣松陽高等学校の設立により廃校。廃校後は本巣松陽高校の岐阜校舎として使用された後、改修され岐阜県立岐阜本巣特別支援学校に転用された。

## 沿革
- 1976年（昭和51年）4月1日 - 開校。
- 1985年 - 岐陽高校体罰死事件が発生。
- 2003年（平成15年）11月27日 - 募集を停止。
- 2004年（平成16年）3月 - 岐阜県立本巣高等学校と統合し、岐阜県立本巣松陽高等学校の設立により廃校。本巣松陽高等学校岐阜校舎となる。
- 2006年（平成18年） - 本巣松陽高等学校岐阜校舎を廃止。